# 大和名瀬
大和 名瀬（やまと なせ、8月16日 - ）は、日本の漫画家、イラストレーター。女性。東京都出身、在住。血液型はAB型。主にBL作品を手がける。

## 来歴
アニメの専門店にて、高橋陽一の『キャプテン翼』や車田正美の『聖闘士星矢』の同人誌を目にし、「やおい」を知る。1995年、『笑顔にクリーンラブ』でデビュー。
2012年、『MAGAZINE BE×BOY』（リブレ）が創刊20周年を記念した原画展を開催した際には、同誌の作家として原画が展示されている。
2016年、デビュー20周年を迎える。

## 作品リスト

### 漫画
- 恋愛ブーム（作者初のコミック本にして唯一の少女漫画本）(1997年9月)
- ぼくの監視員（桜桃書房）
- FAN（桜桃書房）
- SKIP-KISS（桜桃書房）
- Dear.ジェントルパパ（徳間書店）
- デキる男の育て方（徳間書店）
- さあ恋におちたまえ（海王社）
- ちんつぶ（実業之日本社、全4巻）
- くちびるの行方（リブレ出版）
- 便利屋さん（2008年5月1日）
- 無口な恋の伝え方（2008年9月2日）
- NEWSな彼!（2009年9月1日）
- HANON-ハノン-
- キスの仕方教えます
- ステディースタディ（2012年4月10日）
- ペット・お仕事中
- LOVE LIFE（2013年1月25日）
- 連れてけ天国
- 平安あぶない乳兄弟
- 守ってあげます!
- プリティ・スクープ!
- 野獣で初恋（2009年5月9日）
- マジカル★トラベルBOY
- 教師も色々あるわけで（全2巻、2008年9月10日 - 2010年4月10日）
- 溺愛イトコン!（2012年7月10日）
- 溺愛イトコン! 〜夏休み妄想編〜（2013年8月10日）
- 溺愛イトコン! 〜真冬の初体験〜（2014年8月10日）
- 圧倒的ダーリン!（2013年3月1日）
- となりにケダモノ（2015年7月10日発売[5]、『GUSH』連載[5]）
- 不思議の国のチーフ（既刊2巻、2015年10月23日 - 2021年3月30日）
- 最恐教師〜教師も色々あるわけで〜（全4巻、2011年8月10日 - 2015年11月10日）
- 教師も色々あるわけで 〜イチャイチャ編〜（2016年12月10日）
- 彼が俺を好きすぎて困る（全2巻、2017年5月 - 2018年9月10日）
- 君を瞳に映さない（2018年6月）
- 最恐教師 〜さらにイチャイチャ編〜（2019年2月10日）
- 1Kアパートの王子様（全2巻、2019年5月10日 - 2020年4月10日）
- ダンディなバツイチの世話してます（既刊2巻、2021年2月10日 - ）
- 年下の隣人に世話されてます（2022年9月8日[6]）

### 小説挿絵・イラスト

#### 日本
- 守ってやりたい（花丸文庫、原作・文：バーバラ片桐）
- エンゲージ・ハプニング（ラピス文庫、原作・文：鈴木あみ）
- ニュースな関係（原作・文：大槻はぢめ）
- 3P - スリーパーソンズ（原作・文：愁堂れな）
- ずっと好きでいさせて（原作・文：柊平ハルモ）
- 王様一直線!（原作・文：ゆらひかる）
- タッチ・ミー（原作・文：あさぎり夕）
- ローズガーデンへようこそ（原作・文：藤村裕香）
- 保育士さんはパパに夢中（原作・文：森本あき）
- 保育士さんはパパのもの（原作・文：森本あき）
- コスプレでご奉仕♥（花丸文庫 原作・文：森本あき）
- 冷たい瞳の騎士（花丸文庫 原作・文：吉田珠姫）
- レッスンディープラブ（原作・文：剛しいら）
- 樹雨にぬれても（原作・文：由比ま]）
- もっと衝動LOVE♥（原作・文：広河瑞紀）
- 先生と恋のレッスン（原作・文：真舟るのあ）
- ウソではじまる恋もある!?（原作・文：松岡裕太）
- あなたの胸で恋のレッスン（原作・文：水上ルイ）
- エロチックな呪縛（ラピス文庫 原作・文：末吉ユミ）
- 美貌の挑発（原作・文：末吉ユミ）
- よこしまな貴公子（原作・文：水島忍）
- プレイボーイに口説かれて（原作・文：水島忍）
- 甘くキスして惑わせて（原作・文：望月広海）
- 一途な瞳（ラピス文庫 原作・文：望月広海）
- かっこいいお兄さんは好きですか?（原作・文：姫野百合）
- ムーンラビットにお願い（原作・文：藤村裕香）
- テディベアにくびったけ（原作・文：藤村裕香）
- 7のつく日はご用心（原作・文：咲良チサ）
- それは神様だけの内緒話（原作・文：磯崎なお）

#### 台湾
- 賭牌・迷信愛情 （著： 觀止（観止）、第3回浮文字新人賞 BL小説部門金賞受賞作、2011年6月）

### その他
- 『だって大好きなんだもん。』（2013年7月5日発売[7]、講談社） - 『ARIA』イラスト企画「萌えシチュ」参加作品[7]